# Mackenziaena severa
A Mackenziaena severa a madarak osztályának verébalakúak (Passeriformes) rendjébe és a hangyászmadárfélék (Thamnophilidae) családjába tartozó faj.

## Rendszerezése
A fajt Martin Hinrich Carl Lichtenstein német ornitológus írta le 1823-ben, még a gébicsfélék (Laniidae) családjába tartozó Lanius nembe Lanius severus néven.

## Előfordulása
Dél-Amerika keleti részén, Argentína, Brazília és Paraguay területén honos. A természetes élőhelye a szubtrópusi vagy trópusi síkvidéki- és hegyi esőerdők, valamint ültetvények. Állandó, nem vonuló faj.

## Megjelenése
Testhossza 21–22 centiméter, testtömege 52-80 gramm.
|  |

## Életmódja
Nagyobb rovarokkal és más ízeltlábúakkal táplálkozik, de fogyaszt csigákat és kisebb gerinceseket is.

## Természetvédelmi helyzete
Az elterjedési területe nagy, egyedszáma pedig stabil. A Természetvédelmi Világszövetség Vörös listáján nem fenyegetett fajként szerepel.

## Külső hivatkozások
- Képek az interneten a fajról
- Xeno-canto.org - a faj hangja és elterjedési területe